# Esporte Clube Banespa
Esporte Clube Banespa è una squadra brasiliana di calcio a 5 fondata nel 1930. Partecipa al massimo campionato brasiliano, la Liga Futsal.

## Rosa 2005
|    | Naz.       | Nome                        | Soprannome       | Ruolo             |
| -- | ---------- | --------------------------- | ---------------- | ----------------- |
| 1  | Brasiliana | Guilherme Damaceno          | GUIGA            | Portiere          |
| 2  | Brasiliana | Alexandre Manoel da Silva   | ALEXANDRE        | Difensore         |
| 3  | Brasiliana | Dilvo Felipe Molossi Filho  | DILVO            | Pivot             |
| 4  | Brasiliana | César Paulo Lopes C. Campos | CÉSAR PAULO      | Pivot             |
| 5  | Brasiliana | Hézio Silva Junior          | CIQUINHO         | Esterno           |
| 6  | Brasiliana | Jair Júnior Ferreira        | JAIR             | Difensore/Esterno |
| 8  | Brasiliana | Ricardo Di Zeppe            | RICARDINHO       | Difensore         |
| 11 | Brasiliana | Marcelo Souza Pires         | GIBA             | Esterno           |
| 12 | Brasiliana | Edimar Antonio O dos Santos | DIMAS            | Esterno           |
| 13 | Brasiliana | Robson Felix de Oliveira    | BIGÃO            | Difensore         |
| 14 | Brasiliana | Danilo Baron                | DANILO           | Esterno           |
| 15 | Brasiliana | Vandré da Costa de Souza    | VANDRE'          | Esterno           |
| 16 | Brasiliana | Wagner Cristiano da Cruz    | WAGUINHO         | Esterno           |
| 17 | Brasiliana | Elessandro Prestes Macedo   | SANDRO           | Esterno           |
| 18 | Brasiliana | Greuto de Carvalho          | GREUTO           | Portiere          |
| 19 | Brasiliana | Marcelo de Moraes Barros    | MARCELO          | Portiere          |
| 20 | Brasiliana | José Joaquim Dutra Junior   | QUIZINHO         | Portiere          |
| 21 | Brasiliana | Ederson Leobet              | EDINHO           | Esterno           |
| 22 | Brasiliana | Genário Benício Peixoto     | Genário          | Pivot             |
| 23 | Brasiliana | Leandro da Silva Amado      | MUTITO           | Difensore         |
| 24 | Brasiliana | Anderson Nunes de Souza     | ANDERSON         | Esterno           |
| 25 | Brasiliana | Rogério Luiz Borges         | ROGERIO PAULISTA | Portiere          |

Allenatore:  Antonio Carlos Guimarães

## Palmarès
- 1 Campionato Sudamericano (2001)
- 2 Taça Brasil de Futsal (1992 e 1997)
- 3 Campionati Paulisti (1957, 1960 e 1974)
- 6 Campionati Metropolitani (1971, 1975, 1999, 2001, 2002, 2005)
- 8 Campionati dello Stato (1976, 1996, 2000, 2001, 2002, 2004, 2005, 2006)